# Det Større Socialdemokratiske Parti i Tyskland
Det Større Socialdemokratiske Parti i Tyskland (tysk: Mehrheitssozialdemokratische Partei Deutschlands, MSPD) var en uformel betegnelse, der blev brugt om Tysklands Socialdemokratiske Parti (SPD) mellem april 1917 og september 1922. Navnet blev brugt til at adskille det fra Det Uafhængige Socialdemokratiske Parti i Tyskland (tysk: Unabhängige Sozialdemokratische Partei Deutschlands, USPD), som splittede fra SPD som følge af partiflertallets støtte til regeringen under den 1. verdenskrig.
Regeringer ledet af MSPD styrede Tyskland gennem den Tyske Revolution 1918-1919 og Weimarrepublikkens første år. De fulgte en moderat kurs mod et parlamentarisk system og brugte ofte militær magt mod de radikale venstrefløjsgrupper, der ønskede en sovjet-lignende regering. MSPD indførte vigtige sociale reformer som otte-timers arbejdsdagen og tidlige former for arbejdsløsheds- og sygeforsikring. Partiet vandt flere stemmer end noget andet i de to første nationale valg.
USPD blev betydeligt svækket, efter at Spartakusforbundet – dets revolutionære fløj – sluttede sig sammen med andre kommunistiske grupper for at danne Tysklands Kommunistiske Parti i januar 1919. I 1922 forenedes størstedelen af de resterende USPD-medlemmer sig med MSPD, og partiet vendte tilbage til sit oprindelige SPD-navn.

## Genforening med USPD
I 1920 stemte lidt over halvdelen af USPD's medlemmer for at tilslutte sig KPD. Resten af USPD mistede medlemmer og penge i forsøget på at styre en kurs mellem KPD og MSPD. Attentatet på udenrigsminister Walther Rathenau af medlemmer af den ultranationalistiske paramilitære Organisation Consul i juni 1922 ledte både MSPD og USPD til den opfattelse, at det var vigtigere at redde Republikken end deres allerede svindende politiske forskelle. De to partiers medlemmer af Rigsdagen dannede en arbejdsgruppe den 14. juli 1922, og på en samlet partikongres i Nürnberg den 24. september blev partierne genforenet.